# دان روبنسون
دان روبنسون (بالإنجليزية: Dan Robinson)‏ هو سياسي أمريكي، ولد في 17 يوليو 1926. انتخب عضو مجلس ولاية كارولاينا الشمالية.